# ロザリーン・ノートン

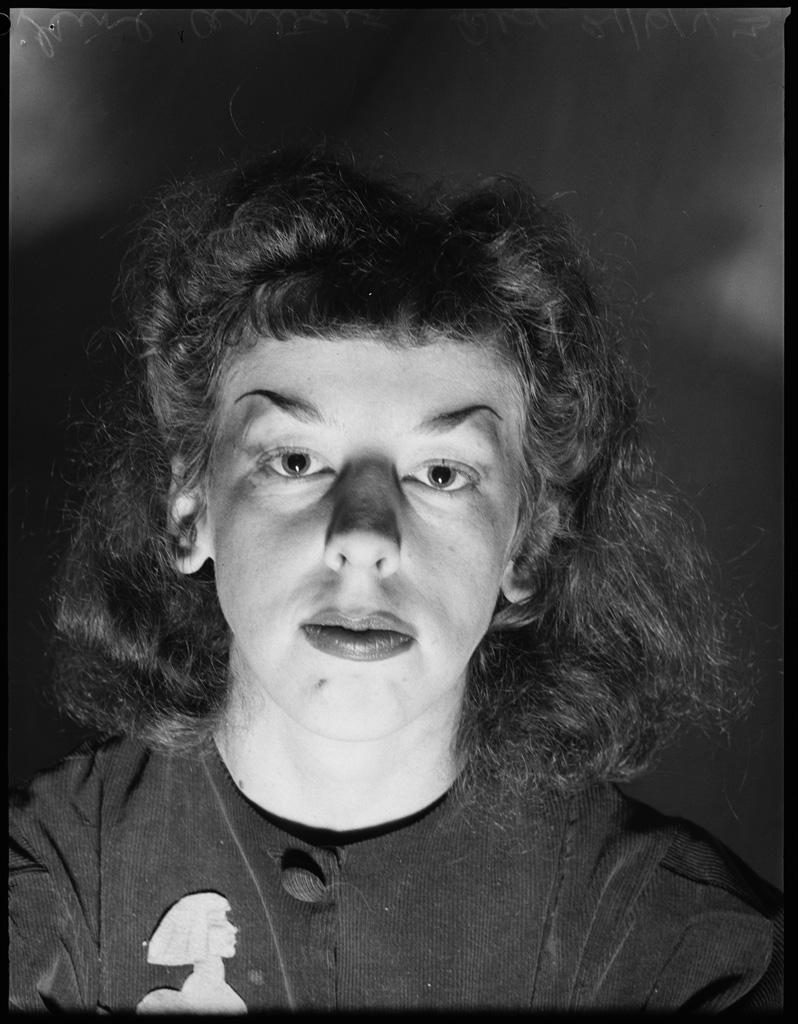
ロザリーン・ノートン（1943年6月21日、シドニー市キングス・クロス）

ロザリーン・ミリアム・ノートン（Rosaleen Miriam "Roie" Norton, 1917年10月2日 – 1979年12月5日）は、オーストラリアの芸術家、オカルティスト。ソーン（Thorn、棘の意）名義で作品を残した。汎神論的または復興異教主義的魔女術の儀式を行い、牧羊神パーンを信奉した。後半生はシドニーにあるボヘミアンのたまり場、キングス・クロスで暮らした。そのため、いつしか彼女はタブロイド紙などで「キングス・クロスの魔女」と呼ばれるようになり、ロザリーン自身もそこで「カヴン（魔女の集会の意）」を主宰した。
ノートンの描いた絵は、イギリスのオカルト芸術家、オースティン・オスマン・スペアと比較されたこともあるが、異教の神々や悪鬼（デーモン）といった超自然的な存在が描かれたものが多く、時にはそれらが性的な行為をする姿が表現された。そのため、オーストラリアが社会的にも政治的にも保守化した1940年代と1950年代に、一大論争を巻き起こした。当時はキリスト教が支配的な信仰であって、ちょうど、政府が検閲を厳しくしようとしていたときだった。このため、警察はロザリーンの作品を手荒に取り扱い、展覧会から作品を取り除いたり、作品が載っている本を押収したりした。また、ことあるごとにロザリーンを公然猥褻のかどで起訴しようとした。
のちに彼女の伝記を書いたネヴィル・ドルーリーは、「ノートンの密儀的信仰、世界秩序観、視覚芸術はすべて密接に絡み合っている。そしてそれらは、魔術的世界に対するユニークなアプローチの反映なのだ」と書いた。 彼女は「魔術の夜の側面」に影響を受け、闇を強調し、クリフォトの研究をするとともに、イングランドのオカルティスト、アレイスター・クロウリーの著作から学び取った性の秘儀を行った。

## 生涯

### 1917年–1934年
ロザリーン・ノートンは、ニュージーランドのダニーデンにて、早朝の4時30分ごろ、雷がとどろく嵐のさなかに生誕した。生まれついた家庭は彼女の生まれる何年か前にイングランドから移住してきた中流階級の一家で、アングリカン・チャーチを信仰していた。ロザリーンは三人姉妹の末娘だった。姉のセシリーとフィリスとは十以上も年が離れていた。ロザリーンは、後年になってよく、自分は魔女に生まれついたのだと語った。その証拠に、自分の体には、先の尖った耳、左ひざに青い斑、体から垂れ下がった肉の房が生まれたときからあった、という。1925年6月、彼女自身が8歳の時に、一家はオーストラリアのシドニーへ移民した。居住先はリンドフィールドのウォルズリー街。子供のころは型にはまったことが大嫌いで、他の子どもたちをあまり好まず、母親のような権威のある大人のことも好きではなかった。母親のビーナとの仲はぎくしゃくしており、船乗りだった父親のアルバートは、一家が快適に暮らせるだけの収入をもたらしてくれてはいたが、いつも家にいなかった。経済的な不自由はなかったが、後年ロザリーンは当時のことを「大人の顔色を窺ったり、この子と付き合いなさいと言われた大嫌いなうっとうしい子供たちの顔色を窺ったりで、無意味なシボレスの日々、親に叱られどおしの日々で、常にうんざりさせられていたわ」と回想する。このため彼女はいつも一人ぼっちだった。家では寝られず、庭にテントを張って3年間、そこで寝た。テントの入り口にホレイティアス（ホラティウスを参照）と名付けたクモを飼い、他にも、ネコ、トカゲ、カメ、カエル、ヤギもペットとして飼った。
ロザリーンは、イングランド国教会女学校に入学させられるが、悪魔や吸血鬼などの絵をかいてばかりいて他の生徒たちに悪い影響を与えると教師たちが苦情を言い、破壊的だとして最終的にそこを追い出されてしまう。その後は東シドニー工科大学に出席し始め、彫刻家のレイナー・ホーフのもとで美術を学んだ。ホーフはロザリーンの芸術的才能を高く評価し、ロザリーンもホーフのことを非常に尊敬した。

### 1935年–1948年
美術の勉強の後、『スミス・ウィークリー』がロザリーンの書いたホラー短編をいくつか掲載してくれたこともあって、彼女は文筆業で身を立てようと決心した。1934年、ロザリーン16才の時のことだった。『スミス・ウィークリー』は彼女にジャーナリスト見習いの仕事を与え、まもなくイラストレーターの仕事も与えた。しかしながら、ロザリーンの描いた絵があまりにも問題があるとみなされ、同誌での仕事を失うこととなった。その後、母親も亡くなると、実家の家を引き払い、芸術家のモデルの仕事を探し、ノーマン・リンジーのような画家が描く絵のモデルをした。また、これだけではやっていけないので、病院の台所で下働きしたり、ウェイトレスをしたり、玩具のデザインをやったりした。そして、同時に、サーキュラー・キーを見晴らす「船と人魚亭」の一室を占領して、西洋の秘教伝統に関するいろいろな本を読み漁り始めた。その中には、悪魔学やヘルメス主義的カバラ、比較宗教学の本もあった。
1935年にロザリーンはベレスフォード・コンロイという男と出会い、1940年12月14日に結婚した。そして二人でオーストラリアを縦断するヒッチハイク旅行に出かけ、シドニーからメルボルンまで行った。さらに旅をつづけ、ブリズベンを通ってケアンズまで行った。シドニーに戻ると、コンロイには召集令状が届いていて、ニューギニア島へ行かなければならなくなった。彼は第二次世界大戦の間、そこで従軍していたが、いざ戻ってみると、その間ずっと馬小屋暮らしをさせられていたロザリーンに離婚を要求された。離婚問題は1951年にケリがつき、やっと独り身になったロザリーンは、サーキュラー・キーを東に臨むロックス地区にある「メランガルー」という名の、まかない付き下宿屋に住むことにした。そしてそこに住む「変人たちとの共同生活」を楽しんだ。そして、イラストを描く仕事をもう一度探し始め、『パーティネント』 (Pertinent) という1940年創刊の自由思想の月刊誌に雇われることになった。同誌は詩人のレオン・バットが編集をしており、次第に異教的主題を漂わせるようになった彼女の作品を、バットは高く評価した。そして、ロザリーンのことを「同時代の（ヨーロッパ）大陸、アメリカ、イギリスのどの芸術家にも引けを取らない」と書いた。

### 1949年–1950年
ロザリーン・ノートンがゲイヴィン・グリーンリーズ (Gavin Greenlees, 1930–1983) という年下の男と出会ったのは、この『パーティネント』誌でのことだった。グリーンリーズは中流家庭で生まれ育ち、家を出る前からシュルレアリスムへの興味を育んでいた。詩人として比較的成功し、ABC Weekly や Australia Monthly といった新聞に作品を掲載していた。1949年中ごろまでに、二人は意気投合した。そして、ノートンの作品の展示会を引き受けてくれるところを探しに、二人でヒッチハイクしてメルボルンまで行った。二人はメルボルン大学のロウデン・ホワイト図書館に住み着き、「時の止まった世界」「魔術師マーリン」「ルシファー」「秘儀の入門者」などの作品46点をだれでも見られるように展示した。しかしながら、展示会はうまく行かなかった。そして、オープンして二日後に警察が来てギャラリーを取り調べた。警察はノートンの作品4点「魔女のサバト」「ルシファー」「勝利」「個性化」を取り除いた。これらが猥褻である疑いがあるというのが理由だった。続いて、ノートン自身も公務執行妨害で告訴した。警察によるこれらの立件に対して、メルボルンの法廷で弁護を引き受けた弁護士 A.L. エイブラムスは、この裁判が行われる少し前に出版された『性魔術の歴史』という本が、ノートン氏の作品よりもはるかに猥褻であるのに、オーストラリアの検閲官により認可されている点を指摘して反論した。ノートンは勝訴し、警察署から補償金として4ポンド4シリングを受け取った。

### 1951年–1954年
メルボルンの法廷での激論も終わり、ノートンとグリーンリーズ（二人は既に愛し合う仲になっていた）はシドニーへ戻って、ブルーガム通り179にある家に引っ越しをした。ここは「キングス・クロス」という名前で知られた地域で、当時は風俗街として有名だった。また、芸術家、物書き、詩人といった、いわゆるボヘミアンのライフスタイルで暮らす者たちが住んでいる街として有名だった。この街で、ノートンは多くの住人と知り合いになる。そのうちの一人が「ボヘミアの女王」ことダルシー・ディーマーである。彼女は自分の詩集『銀の枝』（原題：The Silver Branch）の挿画に、ノートンの絵を使わせてもらった。他にも、キングス・クロスにあるカフェの中には、ノートンの絵を飾るところも出てくるようになった（たとえば「アラビアン」というカフェがあった）。このように、ノートンはキングス・クロスの中で比較的有名になった。
ノートンとグリーンリーズに会いに来る好奇心旺盛な訪問客の数は次第に増えてきた。彼女は家の壁をオカルト的な壁画で飾った。そして、ドアのところにかけてあるプラカードに、「ゴースト、ゴブリン、ワーウルフ、ヴァンパイア、ウィッチ、ウィザード、ポルターガイストの家にようこそ」と書いた。二人は地元の奇人変人として幅広く認知され、警察官までもが、彼らの生き様に共感を覚えて友人になるほどであった。だがそのような警察官は2、3人にすぎなかった。警察権力側の多くの人間は彼らの活動に感心せず、彼らを狙い撃ちにしたとみられる起訴を行い、捜査を始めた。1951年9月、警察はノートンとグリーンリーズを、浮浪罪で逮捕した。本罪は当時、実際に浮浪していたか否かにかかわらず、定職についていない者なら誰にでも、照準を合わせてしょっ引くことができた。しかしながら、ウォルター・グラヴァー（1911年– ）の名で知られる出版人が、彼らに助けの手を差し伸べ、見習いとして雇用した。二人の作品を見た後、グラヴァーはノートンの絵にグリーンリーズの詩を組み合わせた本を出版することを決めた。
その結果、1952年に『ロザリーン・ノートン作品集』（原題: The Art of Rosaleen Norton ）が出版された。この作品集には、「黒魔術」「土曜日男爵の祭儀」といった絵画や、ファロスが蛇になった有角デーモン「フォハット」を描いた絵が含まれている。また、グリーンリーズの詩は、「ツィッザーリの天使」「秘教的研究」といった作品に取り上げられている。なお、ツィッザーリとは、異次元の悪夢の世界を指す。『ロザリーン・ノートン作品集』は、500部の限定版で出版され、赤い革表紙に金の箔押しを施した豪華なものとなった。ところが、作品集の出版は、非常に大きな論争を巻き起こした。警察は猥褻な出版物を製作した罪でグラヴァーを逮捕した。ノートンは、法廷に召喚され、作品の性質について説明させられた。判決では、作品集の中の二作品「魔王」と「フォハット」がオーストラリアの法律に照らして猥褻であるため、現存するすべての作品集からこの二作品を取り除かねばならないとされた。なお、アメリカ合衆国の警察当局はさらに厳しく、すべての輸入された同作品集を実際に廃棄処分にした。論争はノートンの作品の知名度を高めることに貢献したが、問題は破産したグラヴァーと、装幀屋のアラン・クロスだった。クロスは支払いを受けられる見込みがなく、その代わりにノートンの作品からどれでも好きなものを一つ選んでいいと言われると、「フォハット」を選んだ。

### 1955年–1959年
1955年のこと、アンナ・カリーナ・ホフマンという名前の精神を病んだ一人の浮浪者が警官にひどい悪態をつき逮捕された。彼女は法廷で、あたしの人生はロザリーン・ノートンがやっている悪魔崇拝的黒ミサに参加してからダメになったと述べたところ、タブロイド紙がこれを面白おかしく取り上げた。ノートンは、自分自身ではペイガニストではあってもサタニストであるとは思っていなかったから、これらの主張を否定した。そして、ホフマン自身も自分の話がでっち上げだったことを認めたにもかかわらず、このときから、新聞はノートンが悪魔崇拝者であるという説をとり、この謬説から適当な話を紡ぎだした。たとえば、彼女が動物を犠牲にした供犠を行っているなどという話である。実際にはノートンが動物を殺すようなことをぞっとするほど嫌っていたにもかかわらず、である。
ノートンの作品に対する大衆の抗議を背景に、警察がまたぞろ彼女とその支援者たちに対して動き出した。1955年に彼らは首尾よく、カシミールという名のキングス・クロスにあるレストランの経営者をしょっ引くことに成功した。罪状はノートンの作品を公に向けて展示したことである。同年にはノートンとグリーンリーズの家を家宅捜索した。罪状は「不自然な性行為をしたこと」である。証拠として彼らは、儀式的な服装のグリーンリーズがノートンの尻を鞭で打っている一枚の写真を入手していた。のちにこの写真は、ノートンの誕生日パーティで撮影されたもので、そのときの集会の参加者のうちの二人、フランシス・ホウナーとレイモンド・エイジャーにより盗まれたものであることが分かった。二人は写真を『ザ・サン』に200ポンドで売るつもりだった。
上述の騒動と時を同じくして、成功した英国のクラシック音楽の作曲家であり指揮者のサー・ユージン・グーセンス（1893年-1962年）がノートン宛に手紙を書いた。彼は1947年からシドニー交響楽団とニューサウスウェールズ音楽学院の指揮者を務めていてオーストラリアにいた。また、オカルトに興味があり、『ロザリーン・ノートン作品集』を読み、手紙を出すことを決心したものであった。手紙を受け取ったノートンは、グーセンスを家に招き、グリーンリーズも交えて親交を深めた。ところが、グーセンスは、1956年3月9日に空路ロンドンからオーストラリアへ入国しようとした際に、空港で逮捕されてしまう。年初からヨーロッパツアーを行い、ツアーを終えて帰国するときであった。持ち込もうとした800枚の猥褻な写真と、フィルム一巻きと儀式用の仮面（ラバーマスク）がオーストラリア関税法第233条に照らして犯罪に該当するというのが逮捕の理由であった。法廷でグーセンスは、「冒涜的、淫ら、または猥褻な作品」を持ち込もうとした罪を認め、100ポンドの罰金が科された。彼はシドニー交響楽団とニューサウスウェールズ音楽学院を両方とも辞め、イギリスへ帰った。彼の国際的なキャリアは不名誉な形で終了させられた。ノートンのグーセンスとの交遊も終了した。そしてまた、グリーンリーズとの生活もその直後に崩壊した。グリーンリーズが統合失調症によりキャロン・パーク病院に入院したためである。ノートンはグリーンリーズのところへよく面会に行き、彼をサポートし続けた。1964年に彼は一時的に帰宅を許されるが、統合失調症の発作に苦しみ、再入院を前にしてノートンをナイフで殺そうとしてしまう。恒常的に退院してよいという許可がグリーンリーズに出たのは1983年のことで、ノートンが亡くなってから既に約4年が過ぎていた。

### 1960年–1979年

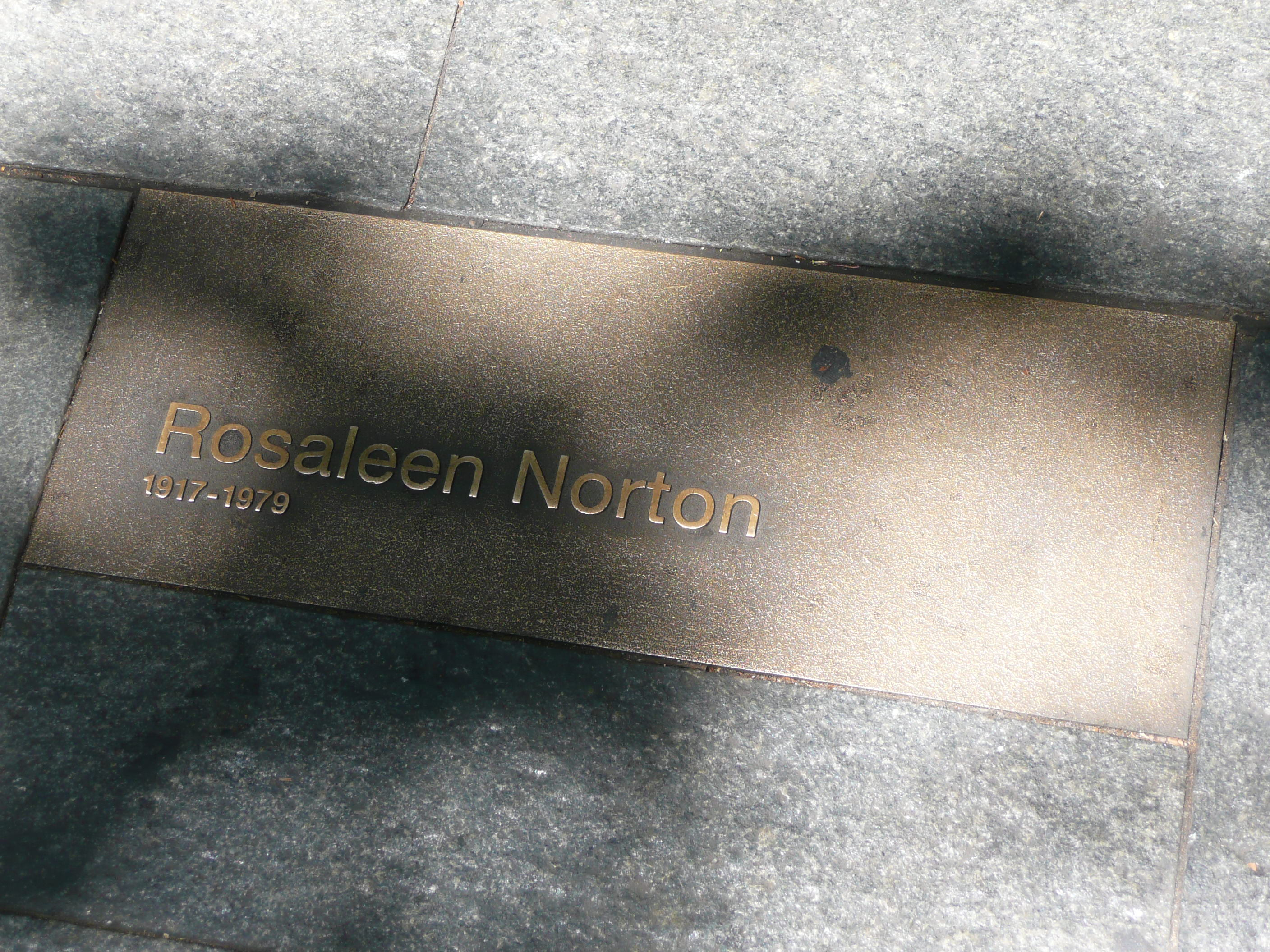
ロザリーン・ノートンのプラーク。キングス・クロスのダーリングハースト通りにて。

1950年代終盤にはノートンを取り囲むタブロイド紙の注目がいっそう強まってしまったため、キングス・クロスにやってきて彼女を探そうとする観光客すら出るようになった。当時、ニューサウスウェールズにおいては、未だに魔女術（ウィッチクラフト）が違法であった。このような法的環境にもかかわらず、ノートンは開けっぴろげに自分は魔女だと宣言した。彼女は、自分の信念は汎神論にあるのだということを強調しながら、自分の信仰を説明しようとした。描いた絵を売る傍ら、収入の足しにするため魔女術を使い、お守りを作ったり人々のためにまじないを行ったりした。
ノートンは、短い間であるが、彼女とうまくやって行くことのできた数少ない家族の一人であった姉のセシリーと一緒に住むこととし、キッリビッリにあったセシリーのアパートに引っ越したこともある。しかし、1967年にはキングス・クロスに戻ってダーリングハーストのブールケ通りにある遺棄された家に居を定めた。その後、エリザベス湾のロスリン・ガーデンにあるアパートの一角にペットとともに移り住んだ。ここに至ってようやく、ここ何十年か浴び続けてきたメディアの注目から外れたところで、世捨て人のようなプライヴェートな隠遁生活を始めることができた。
ノートンは1979年にシドニー、ダーリングハーストにある、セイクリッド・ハート・ホスピスで、大腸癌のため亡くなった。亡くなるときもパーンへの信仰を保持しており、死ぬまでペイガンであった。いまわの際に「わたしはこの世界に勇気をもって生まれて来たわ。出て行くときも潔く行くわ」（"I came into the world bravely; I'll go out bravely."）と言ったと伝えられる。ノートンが亡くなった時以来、彼女に捧げるプラークが、キングス・クロスのダーリングハースト通りに埋め込まれている。

## 遺産
ノートンが亡くなった後、彼女の描いたたくさんの絵が、ドン・ディートンという地元の印刷屋兼パブの経営者の所有となっていた。ディートンはこれらをオークションに出品した。この全品が、これらをまとめて5000ポンドで競り落としたジャック・パーカーという収集家のところへ行った。パーカーはシドニーのセント・ピーターズにあるサザンクロスホテルという自分の経営するホテルに飾った。その一方で、ウォルター・グラヴァーが『ロザリーン・ノートン作品集』を再版権を取得し、写真製版版で再出版する。その後の1984年に、彼は『ロザリーン・ノートン作品集補遺』を出版した。これには1949年のメルボルンにおけるノートンの展示物19点をカラープリントしたものが含まれている。
1982年12月には、シドニーのサリー・ヒルズにあるトム・マン・シアターで『ロザリーン - クロスの邪悪な魔女』というタイトルの演劇が行われた。劇中の登場人物としてノートン、グラヴァー、グリーンリーズ、牧羊神がそれぞれ役者により演じられた。観客席の中には、存命していたウォルター・グラヴァー本人とゲイヴィン・グリーンリーズ本人もいた。ただし、グラヴァーに招待されて観劇したネヴィル・ドルーリーによると「演劇それ自体は、素人芝居のよくないところが多々あり、納得のいかない演技だったし、会心の成功と呼べるものではなかった」という。
1988年には人類学者のネヴィル・ドルーリーにより『牧羊神の娘：ロザリーン・ノートンの奇妙な世界』（原題： Pan's Daughter: The Strange World of Rosaleen Norton. ）と題されたノートンの伝記が刊行された。ドルーリーは、魔女術や魔術を主題にした本を数多く出版している人物である。伝記はのちに『キングス・クロスの魔女』という題で再版された。さらに「大幅加筆して実質的に再執筆」して、『牧羊神礼賛：ロザリーン・ノートンの生涯・作品・性魔術』（原題： Homage to Pan: The Life, Art and Sex-Magic of Rosaleen Norton ）が2009年に出版された。ドルーリー自身は一度だけ彼女に面会する機会があった。1997年に彼女のアパートを訪ねた折には、彼女は既に半分世捨て人のような生活を送っていた。
2000年には、オーストラリア東方聖堂騎士団のキース・リッチモンドとバリー・ヘイルといった数多くの熱狂的なファンによりオーガナイズされたノートン絵画の展覧会がキングス・クロスで開かれた。この展覧会に伴って、『ロザリーン・ノートンのオカルト的幻視』（原題： The Occult Visions of Rosaleen Norton ）というフルカラーのカタログが出版された。
2009年にはテイタン・プレスが、ノートンの書いた詩（ユーモラスなものが多い）と回想録、オカルト的な書き付けを集めて、オーストラリアのノートン研究家、キース・リッチモンドによる序文を加え、『肉体の中の棘：悪夢の回顧録』（原題： Thorn in the Flesh: A Grim-memoir ）として出版した。この本には、ノートンを写した美しい写真が2枚載っている。また、1頁に6枚の体裁で彼女の作品を、多くはカラーで、数頁にわたって紹介している。

## 私生活
ノートンの性生活における二つの主要な関係は男性との間で行われたものであった。グリーンリーズとグーセンスとの関係がそれである。しかしながら、彼女はバイセクシャルであり、ボンデージやサド＝マゾヒズムなどのあらゆる形態の性行為を男性とも女性とも楽しんだと言われている。彼女はまた、男性同性愛者との性行為も楽しんだとされており、このような場合、彼女が攻めの役を担ったと考えられている。彼女はまた、「カヴン（原義は「魔女の集会」である）」と称する集会を開き、そこで精力的に性魔術に携わった。彼女は性魔術に関する多くのことをアレイスター・クロウリーの著作から学んでおり、また、ユージン・グーセンスからも学んだ。グーセンス自身もクロウリーの作品に非常に興味を持っていた。
ノートンの宗教的信条は独特のものである。彼女は、自己流に解釈した新異教主義的魔女術（ネオペイガン・ウィッチクラフト）を次第に発展させて、一つの流派を作った。イギリスの魔女ドリーン・ヴァリアンテによれば、それは「山羊の群れ、"The Goat Fold"」と呼ばれる。